# 斯特凡纳·斯特克兰
斯特凡纳·斯特克兰（法語：Stéphane Stoecklin，1969年1月12日—），法国男子手球运动员。他曾代表法国参加1992年和1996年夏季奥林匹克运动会手球比赛，其中1992年奥运会获得一枚铜牌。